# Astragalus alpinus
Astragalus alpinus es una especie de planta herbácea perteneciente a la familia de las leguminosas. Es originaria de Europa, Asia y Norteamérica.

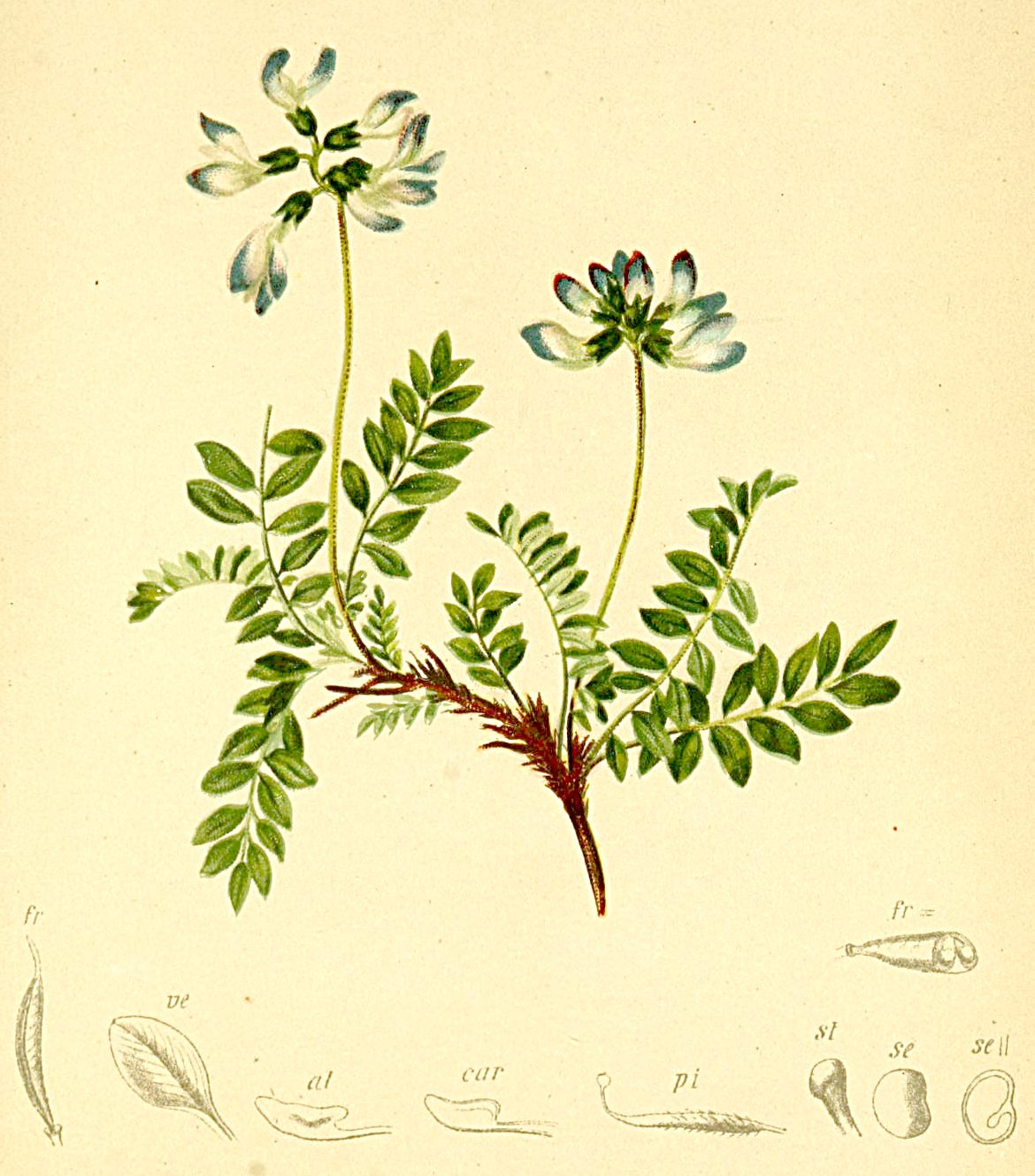
Ilustración

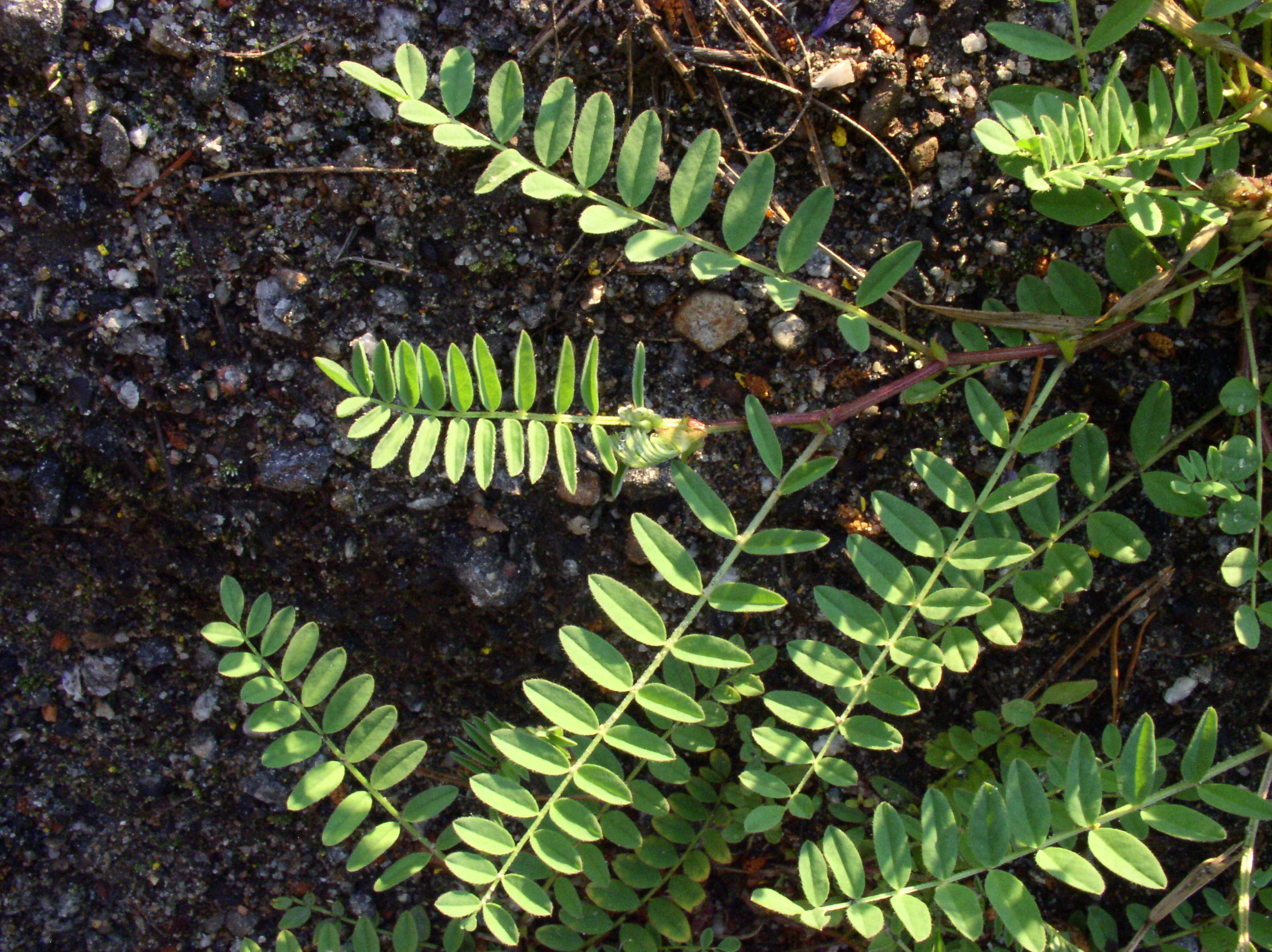
Hojas

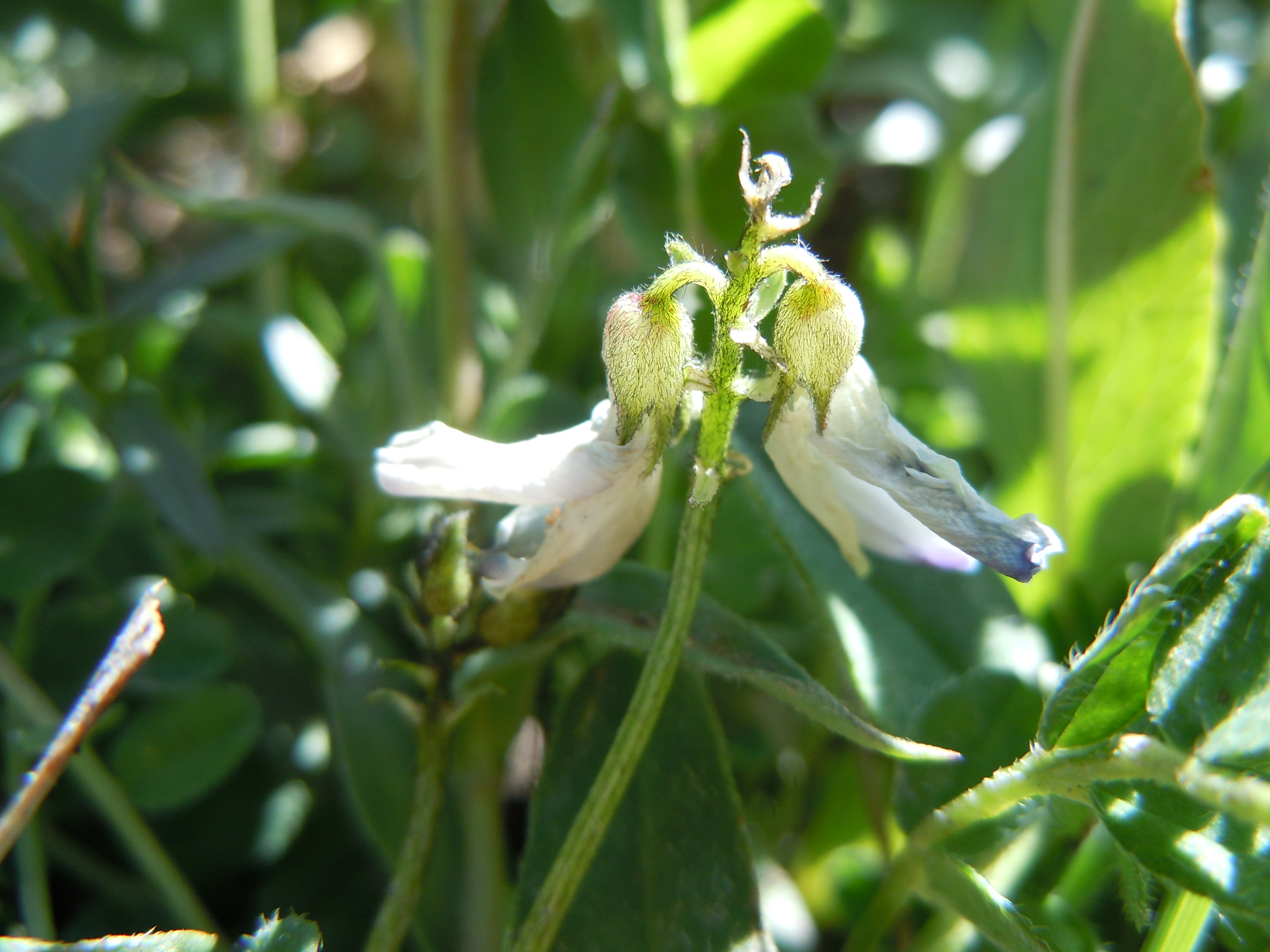
Detalle de la flor

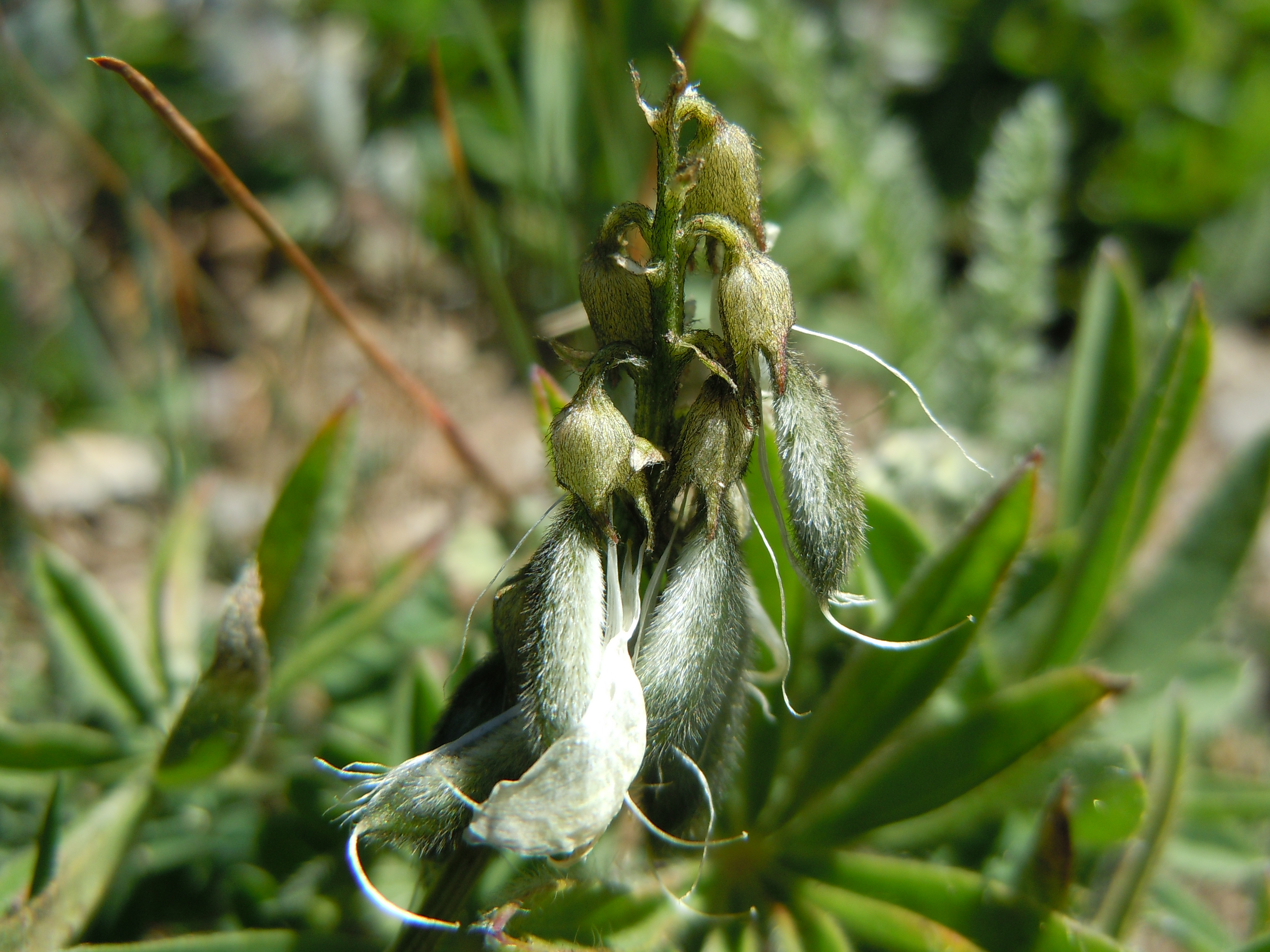
Frutos

## Descripción
Esta planta es variable en apariencia. En general, es una hierba perennifolia que crece a partir de una raíz principal y rizoma cubierto con una red subterránea caudex. Las raíces tienen nódulos que fijan el nitrógeno. Los tallos sobre el suelo miden hasta 30 centímetros de largo y son en su mayoría decumbente, formando una estera. Las hojas son de hasta 15 centímetros de largo y se componen de varios pares de folíolos cada uno de hasta 2 centímetros de largo. La inflorescencia es un racimo de hasta 30 flores cada una de cerca de un centímetro de largo. Las flores son de color púrpura o azul. El fruto es una legumbre vaina hasta 1,7 centímetros de largo, que contiene las semillas.

## Distribución
Se encuentra en Asia: China. Europa: Austria, República Checa, Eslovaquia, Finlandia, la antigua Yugoslavia, Francia, Alemania, Gran Bretaña, Italia, Noruega, Polonia, Rumania , España, Suecia y Suiza. América del Norte: Alaska-Aleutianas, Canadá y Estados Unidos.

## Hábitat
Esta planta crece en climas subalpinos y alpinos, a menudo en zonas húmedas, como bosques y prados alrededor de arroyos y lagos. También ocurre en la tundra y otras áreas frías, secas y expuestas. Aparece en bancos de grava y pedregosas. A veces es una especie pionera , colonizando tierras en la fase primaria de la sucesión ecológica, como carreteras y terrenos desnudos después de una helada . Se ha observado renovable precoz en las zonas recientemente quemadas en Parque nacional de Grand Teton. También crece en zonas con vegetación. Las plantas que se producen en condiciones muy duras son más pequeñas que las de lugares más favorables.

## Ecología
Esta especie vegetal proporciona el alimento para el caribú, liebres árticas, gansos blancos y oso grizzly.

## Taxonomía
Astragalus alpinus fue descrita por Carlos Linneo y publicado en Species Plantarum 2: 760. 1753.
Etimología
Astragalus: nombre genérico derivado del griego clásico άστράγαλος y luego del Latín astrăgălus aplicado ya en la antigüedad, entre otras cosas, a algunas plantas de la familia Fabaceae, debido a la forma cúbica de sus semillas parecidas a un hueso del pie.
alpinus: epíteto latino  que significa "de las montañas".
Sinonimia
- Astragalina alpestris Bubani, Fl. Pyren. 2: 516 (1900)
- Astragalus alpestris Bubani
- Astragalus andinus (Nutt. ex Torr. & A.Gray) M.E.Jones
- Astragalus arcticus Bunge
- Astragalus astragalinus (DC.) E.Sheld.
- Astragalus grossheimianus Sosn.
- Astragalus lapponicus (DC.) B.Schischkin ex Krylov
- Astragalus phacinus E.H.L.Krause
- Astragalus salicetorum Kom.
- Astragalus subpolaris Boriss. & B. Schischkin
- Atelophragma alpinum (L.) Rydb.
- Colutea astragalina (DC.) Poir.
- Phaca alpina (L.) Piper
- Phaca arctica (Bunge) Gand.
- Phaca astragalina DC.
- Phaca lapponica DC.
- Phaca minima All.
- Tium alpinum (L.) Rydb.
- Tragacantha alpina (L.) Kuntze[7]